# Chiesa di Sant'Antonio (Orbetello)
La chiesa di Sant'Antonio è un edificio situato nel centro storico di Orbetello. La sua ubicazione è lungo via Dante Alighieri.

## Storia
La chiesa fu costruita tra il Seicento ed il Settecento, quando doveva presentarsi in uno stile di transizione tra barocco e rococò ed era principalmente adibita alle funzioni di oratorio.
Dopo aver rivestito per lungo tempo una notevole importanza a livello cittadino, la chiesa andò incontro durante il secolo scorso ad un periodo di degrado, che culminò con la chiusura dell'edificio religioso ai fedeli e la sua conseguente sconsacrazione. Successivamente, è stata trasformata ed adibita ad altri usi, pur mantenendo le linee architettoniche che contraddistinguevano esteticamente l'originario edificio religioso.

## Descrizione
La chiesa di Sant'Antonio si presenta come un semplice edificio, col prospetto principale anteriore che si affaccia lungo via Dante Alighieri.
Al centro della facciata si apre il semplice portale d'ingresso architravato di forma rettangolare, sopra il quale si apre sempre centralmente un semplice rosone circolare. La parte superiore della facciata anteriore culmina con un grande timpano.
Lungo il fianco sinistro la chiesa è addossata ad un altro edificio, che in passato faceva probabilmente parte del complesso religioso.
L'interno si presenta a navata unica.